# Xbox Game Pass
Xbox Game Pass（簡稱XGP）由微軟Xbox所提供有關於電子遊戲的訂閱服務，目前由旗下Microsoft Gaming部門持有。在Xbox Game Pass當中的遊戲庫，適用於家用遊戲機平台的Xbox Series X/S及Xbox One、電腦平台的Windows 10、Windows 11及透過xCloud雲端至Android在手機App上遊玩和至浏览器网页端游玩。Xbox Game Pass當中包括部分過往從初代Xbox、Xbox360上推出過的遊戲、至到近年及新推出的遊戲，其中Xbox Game Pass亦包含EA Play的遊戲庫內容。

## 歷史
微軟於2017年2月28日在節目Xbox Insider中初次公開，作為遊戲訂閱的Xbox Game Pass存在。與Xbox Live Gold分開兩者並不會綑綁，即使沒有使用Xbox Live Gold也可獨立使用。
在2017年的E3遊戲展中微軟公佈在Xbox One使用Xbox Game Pass可以遊玩初代Xbox開始到Xbox 360的遊戲。並且將會逐漸增添更多畫質提升的遊戲。
在2018年1月23日微軟發佈Xbox Game Pass消息，表示會一直擴充陣容，第一方的Xbox遊戲工作室旗下所有新發佈遊戲，將會在發售於平台當日同步登陸Xbox Game Pass陣容當中。及後在2018年3月20日作為當時的新作《盜賊之海》同步登陸在Xbox Game Pass作為新登場作品。其後亦同時發表《腐朽之都2》、《除暴戰警3》、《極限競速 地平線4》、《戰爭機器4》、最後一戰系列等作品都會登陸，往後相關系列新作亦會與Xbox Game Pass同步。
微軟在2019年5月發表關於Xbox Game Pass的新消息，增加關於Windows10的部分，追加Xbox Game Pass PC、將會提供至少超過一百款PC遊戲。
在2019年4月18日微軟公佈推出將「Xbox Game Pass」與「Xbox Live Gold」兩者合併的「Xbox Game Pass Ultimate」(簡稱XGPU)作為可升級訂閱服務，會於2019年6月9日開始提供有關服務。同時在2019年6月9日針對Windows10的部分「Game pass for PC」亦會追加包括在XGPU其中。
微軟在2020年第三季的業績發表、表示使用Xbox Game Pass的會員人數已經超過1000萬人。
2020年9月15日起「Xbox Game Pass Ultimate」再追加新服務，追加雲端遊戲部份的「Project xCloud」，以歐美地域為首個服務地區、Android作為先發平台會有100款以上遊戲作品可以遊玩、iOS則當時階段暫未開始作為日後預定追加平台。
另外在2020年9月初微軟與美商藝電共同發表、「EA Play」將會在2021年加入於「Xbox Game Pass」陣容、使用PC平台（Windows 10）「Game pass for PC」亦可以遊玩多數的EA發行的作品。
在2020年9月21日微軟公佈使用Xbox Game Pass的會員人數已經超過1500萬人，並且宣佈以75億美元的價格收購貝塞斯達其母公司ZeniMax Media以及其旗下全部工作室和IP資產。此次收購後毀滅戰士、德軍總部、異塵餘生、上古卷軸、邪靈入侵等IP遊戲成為Xbox遊戲工作室的第一方IP遊戲。
2021年6月，微软表示正在开发一款用于智能电视的Game Pass应用程序。
2021年12月，微软宣布将PC版Xbox Game Pass更名为“PC Game Pass”，该服务同样带有Xbox的Logo。
2022年1月17日，台灣微軟正式宣布降低台灣地區的Xbox Game Pass價格，PC Game Pass、Xbox Game Pass for Console、Xbox Live Gold皆從台幣359元調降至199元，而高級會員版本Xbox Game Pass Ultimate則從459調降至299元。
2023年7月，微软宣布名为Game Pass Core的新订阅方案将于2023年9月14日取代现有的Xbox Live Gold服务。它将具有与金会员服务相同的功能（包括非免费游戏的在线多人游戏），并在发布时免费提供“超过25款”游戏。

## 訂閱服務與內容
- 「Xbox Game Pass for Console」。對象平台：Xbox One、Xbox Series X/S。
- 「PC Game Pass」（原名Xbox Game Pass for PC）[21]。對象平台：Windows 10、Windows 11。
- 「Project xCloud」。對象平台：xCloud (Android / Windows / 网页)。
- 「Xbox Game Pass Ultimate」。對象平台：Xbox One、Xbox Series X/S、Windows 10、Windows 11、xCloud。

## 外部連結
- 官方网站：Xbox Game Pass